# Phoeniculus bollei
Phoeniculus bollei là một loài chim trong họ Phoeniculidae.